# 文尼察空襲 (2022年至今)
自2022年俄罗斯全面入侵乌克兰以来，俄军屢次向乌克兰西部城市文尼察发动火箭弹袭击，并造成了大量平民伤亡以及重大的基础设施损坏。

## 襲擊

### 2022年
2022年3月6日，俄军对哈夫里希夫卡文尼察國際機場发动了火箭弹袭击。据乌克兰总统泽连斯基称，俄军的8枚火箭弹摧毁了文尼察国际机场的基础设施。有10人在此次袭击中身亡，另有6人受伤。
2022年3月16日，文尼察电视塔遭到俄军火箭弹击中，并直接摧毁了当地的广播系统。
2022年3月25日，俄军对位于文尼察的乌克兰空军指挥中心发动了空袭。 当中包括了6枚巡航导弹，并对该指挥中心的基础设施造成了严重破坏。
2022年7月14日，来自黑海的俄罗斯潜艇对文尼察市中心发动了空袭，造成二百多名平民死伤。

### 2023至2024年
在俄羅斯對烏克蘭多次的全境導彈襲擊中，西部的文尼察也多次被波及，當中有導彈和無人機襲擊。